# Naoto Sakurai
Naoto Sakurai (桜井 直人 Sakurai Naoto?, nacido el 2 de septiembre de 1975 en Saitama) es un exfutbolista japonés. Jugaba de delantero y su último club fue el Omiya Ardija de Japón.

## Trayectoria

### Clubes
| Club         | País  | Año         |
| ------------ | ----- | ----------- |
| Urawa Reds   | Japón | 1994 - 1999 |
| Tokyo Verdy  | Japón | 1999 - 2004 |
| Omiya Ardija | Japón | 2005 - 2008 |

## Palmarés

### Títulos nacionales
| Título             | Club        | País  | Año  |
| ------------------ | ----------- | ----- | ---- |
| Copa del Emperador | Tokyo Verdy | Japón | 2004 |